# 8 Pułk Huzarów Cesarstwa Austriackiego
8 Pułk Huzarów – pułk huzarów Armii Cesarstwa Austriackiego.

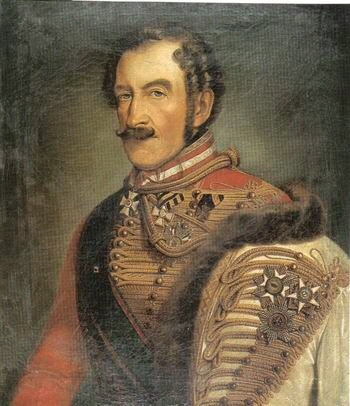
Ferdynand Jerzy Koburg, dowódca pułku w 1828–1851

Okręg poboru: Bratysława (Pressburg).

## Wcześniejsza nomenklatura
- 1769: 30 Pułk Kawalerii
- 1780: 24 Pułk Kawalerii
- 1789: 30 Pułk Kawalerii
- 1798: 8 Pułk Huzarów

## Garnizony

### Przed powstaniem Cesarstwa
- 1785-88: Tarnów
- 1791-92: Opawa (Troppau)
- 1797: Styria
- 1798-99: Rovigo
- 1801-1804: Tarnopol

### Po powstaniu Cesarstwa
- 1804-1805: Tarnopol
- 1806: Bochnia, Kraków (Krakau)
- 1807: Opawa (Troppau)
- 1808: Nagy-Tapolcsán, Wiedeń
- 1810-1812: Horodenka
- 1814-1815: Żółkiew
- 1816-1817: Bochnia, Szász-Régen